# James Gregory Telescope
James Gregory Telescope – teleskop Schmidta-Cassegraina skonstruowany w 1962, znajdujący się w University of St Andrews. Jest to największy teleskop optyczny znajdujący się na terenie Wielkiej Brytanii. Średnica jego zwierciadła głównego wynosi 0,94 m.
Teleskop nazwany jest na cześć Jamesa Gregory'ego – wynalazcy teleskopu Gregory’ego.